# Светско првенство у снукеру 2023.
Светско првенство у снукеру 2023. (енгл. 2023 Cazoo World Snooker Championship) је турнир у снукеру који ће се одржати од 15. априла до 1. маја 2023. године у шефилдском позоришту Крусибл. Ово је 47. узастопно издање светског првенства које се одржава у овом енглеском позоришту. Турнир организује Светска снукер организација, а представља 15, уједно последњи, рангирни турнир у сезони. Генерални спонзор турнира је британска компанија за продају и рентирање возила Казу. Сви мечеви биће преношени на каналима ББЦ-ја и Евроспорта.
Бранилац титуле је Рони О'Саливан који је у финалу 2022 победио Џада Трампа резултатом 18–13.
Лука Бресел је освојио своју прву титулу светског првака након што је у финалу победио Марка Селбија резултатом 18−15. Бресел је постао први Европљанин изван Уједињеног Краљевства ком је пошло за руком да тријумфује на светском првенству. На турниру су виђена два максимална брејка, тек други пут у историји светских првенстава (након 2008. године).

## Позадина
Прво светско првенство одржано је 1927. године у Бирмингему, а шампион је био Џо Дејвис. Почев од 1977. године, шефилдско позориште Крусибл домаћин је светског првенства у снукеру. Рони О'Саливен и Стивен Хендри држе рекорд по броју титула у модерној ери са по 7 освојених трофеја.

### Формат
Турнир се игра по нокаут систему кроз жреб који чини 16 носилаца и 16 квалификаната. Као бранилац титуле и светски број 1, О'Саливен је постављен за првог носиоца.
Квалификације за турнир играју се непосредно пред сам турнир и право учешћа имају професионални играчи рангирани ниже од 16. позиције на свету као и неки аматерски играчи. У квалификацијама за турнир 2023. године учествовале су две жене чиме је настављена традиција коју кровна организација негује.
Завршни турнир биће игран кроз пет рунди. Победа у првом колу обезбеђује се са 10 добијених партија, друго коло и четвртфинални мечеви играју се на 13 добијених партија, полуфинале на 17, а у финалу ће се одиграти не више од 35 партија. Прослављени енглески арбитар, Брендан Мур, имаће част да по трећи пут води финале светског првенства, након чега ће према сопственим најавама окончати своју судијску каријеру.

### Наградни фонд
Победник турнира добија награду од 500.000 британских фунти. Укупан наградни фонд износи 2,395 милиона фунти.
Организатори турнира предвидели су награду од 40.000 фунти за направљен максимални брејк, док је награда за највећи брејк турнира 15.000 фунти.

## Ток турнира

### Квалификације
Квалификациона турнир игран је од 3. до 12. априла 2023. године. Сви мечеви су играни у две сесије, до 10 победа.
Најбољих 16 такмичара изборило је пласман у завршницу турнира. Међу играчима који су се квалификовали нашао се Ентони Мекгил, полуфиналиста из 2020. године. Рики Волден победио је Тепчају У-Нуа у одлучујућој партији уз много среће на последњој црвеној кугли. Мејту Селт је био бољи од бившег светског шампиона, Грејема Дота. Доту је ово четврта година заредом како испада у последњем колу квалификација. Фан Женгуј победио је Стивена Магвајера са 10−6, тиме га удаљивши из Крусибла по први пут од 2003. Си и Јизе су стигли до велике позорнице по први пут у својим каријерама победама над Брауном и Вејклином. Највеће изненађење виђено је у мечу Џека Џоунса и Барија Хокинса. Финалиста из 2013. године заустављен је од стране Велшанина резултатом 10−8. Нопон Сенхам је изборио четврто учешће на светском првенству убацивањем последње црне на столу.
Скот Доналдсон се повукао из меча са Рајаном Дејом при резултату 0−4. Деј је у првом фрејму меча направио 146, највећи брејк квалификација 2023. године. Дејвид Гилберт је победио Мејтуа Стивенса, а Џими Робертсон Ентонија Хамилтона. Дејвид Грејс је прво изборио професионалну лиценцу победом у другом колу квалификација, а потом и друго учешће на светском првенству. Хосеин Вафеј победио је Џексона Пејџа са 10−5 за други узастопни наступ у Шефилду. Елиот Слесор је био бољи од Жуа, док је Пенг победио Сија. Џо Пери је надокнадио заостатак од 8−9 у мечу против свог пријатеља, Марка Дејвиса. Поразом од Перија, Дејвис је изгубио лиценцу професионалца стечену још 1991. године. Пери је након победе изјавио да је било "мучно" избацити пријатеља из света професионалаца.

### Прво коло
Прво коло играно је од 15. до 20. априла до 10 освојених партија. Бранилац титуле, Рони О'Саливен, повео је са 5−0 у мечу против дебитанта Панга. Панг је одговорио са 133 и потом добио два од преостала три фрејма у првој сесији за заостатак од 6−3. О'Саливен је повео са 8−3, потом и са 9−4, али је Панг успео да смањи заостатак на 9−7 пре него што је О'Саливен завршио меч у 17. партији. На крају меча О'Саливен је изјавио да се осећа изузетно лоше услед прехладе, али да је противник "изврстан играч, радост за очи". Стјуарт Бингам, шампион из 2015. године, заостајао је против Гилберта 3−1 да би од наредних 10 партија изгубио само једну. Ово је била 12. победа Бингама над Дејвидом Гилбертом, који још увек чека свој први тријумф над искуснијим Енглезом. Нил Робертсон је за ривала имао 19-огодишњег Кинеза Вуа. Препознатљивом игром Аустралијанац је већ у другој партији нанизао 138, лако повео са 4−1 и прву сесију окончао предношћу 6−3. Сва четири фрејма наредне сесије Робертсон је решио у своју корист правећи три троцифрена брејка (два пута по 146) у 10, 11. и 13. фрејму. Робертсон је постао први играч на професионалном туру који је у Крусиблу успео да направи 145, 146 и 147 поена "из штапа".
Лука Бресел је своју прву победу у Крисиблу, након пет пораза у првим колима, дочекао у мечу са Рикијем Волденом. Бресел је после првог дела водио са 6−3, предност задржао до резултата 9−6, али је Волден брејковима од 73 и 91 успео да се врати у меч и избори одлучујући фрејм. Бресел, који је имао раније тешке и неизвесне поразе у Крусиблу, нанизао је 84 за своју прву победу на светским првенствима. Актуелни шампион Немачког Мастерса, Али Картер, поражен је на старту светског првенства од Џека Џоунса. Већи део меча Џоунс је био у предности, Картер је смањио на 6−7, али је Велшанин до краја меча освојио све игране партије. Картер је за ривала имао само речи хвале, док је своју игру описао као "разочаравајућ крај добре сезоне". Динг Жунвеи је рано повео против Хосеина Вафеја са 2−0, потом и са 4−2 да би прву сесију завршио у своју корист 5−4. Другу сесију меча Вафеј је отворио брејковима од 117 и 122, додао још три брејка већа од 50 поена и у великом стилу завршио меч са 10−6. Вафеј је за своју игру добио овације са трибина, али и изазвао благи скандал када је службеном спикеру "ББЦ спорта" за свог наредног ривала, Ронија О'Саливена, изјавио да је "веома пријатна особа док спава".
Џими Робертсон је имао предност од 5−4 у мечу против Марка Вилијамса након првог дела игре, али је Велшанин први део наставка решио у своју корист и повео са 8−5. Марк Ален, освајач три рангирне титуле у сезони, играо је против дебитанта из Кине, Фана. Ален је повео са 5−0, али је Фан узвратио са три узастопне партије да би последњу партију првог дела добио Ален за водство од 6−3. Током вечерње сесије 18. априла дошло је до незапамћеног инцидента у свету снукера када су двоје демонстраната испред удружења "Само зауставити нафту" (енгл. Just Stop Oil) упали у простор за игру. Један од њих двоје се попео на сто за којим је игран меч између Роберта Милкинса и Џоа Перија и расуо наранџасти прах по чоји. Судија меча између Алена и Фана, Оливије Мартел, зауставио је демонстранткињу која је покушала да се залепи за други сто док их обезбеђење није неутралисало и извело из просторија Крусибл театра. Игра је прекинута на 45 минута, али и поред напора организатора (чак је и званични спикер, ТВ лице, Роб Вокер виђен како једним од усисивача помаже при уклањању наранџасте супстанце) демолирани сто није могао бити спреман за наставак игре пре јутра. Упркос прекиду, Ален је успешно наставио меч и нанизао 126, а потом и победио са 10−5. Почетак меча Милкинса и Перија померен је за њихову другу планирану сесију. Чоја је на време замењена за почетак дуела Џека Лисовског и Нопона Сенхама. Уз појачане мере безбедности како би се слични скандали избегли, Лисовски је сесију добио са 6−3. Само две од девет играних партија трајале су дуже од 15 минута. Лисовски је силовит старт наставио на почетку друге сесије и на петнаестоминутну паузу отишао са предношћу од 9−4. Сенхам је потом освојио три везане партије и дошао на две партије заостатка. Лисовски је по завршетку меча рекао да се "благо успаничио", али је ипак завршио меч у 17. партији. Бивши полуфиналиста светског првенства, Гери Вилсон, везао је брејкове од 95, 92 и 131 на путу ка убедљивој предности од 7−2 над Елиотом Слесором. Слесор је заиграо знатно боље у другој сесији и смањио на 8−5, а потом и на 9−8 пре него што је Вилсон троцифреним брејком изборио друго коло првенства.
Светски шампион из 2019. године и прошлогодишњи финалиста, Џад Трамп, освојио је уводна два фрејма у мечу против Ентонија Мекгила, али је Шкот освојио шест од наредних седам одиграних. По повратку за сто, Трамп је смањио на само једну партију заостатка (6−7), али до краја меча није освојио нити један фрејм. "Не можете очекивати да таквом игром освојите светско првенство", изјавио је Трамп након елиминације. Џо Пери је кренуо са пет узастопних партија у мечу против Роберта Милкинса и предност одржао до краја прве сесије. Милкинсков одговор у другој сесији био је убедљивији, серијом од 7−1 у партијама дошао је до потпуног резултатског преокрета и на само партију од другог кола. Пери је изједначио на 9−9, али је Милкинс славио брејком од 63. Свој наступ у другој сесији меча, Џо Пери је прокоментарисао речима: "кренуо сам лоше и ишао сам ка горем". Вицепрвак из 2020. године, Кајрен Вилсон, направио је максимални брејк у петој партији меча против Рајана Деја. Вилсон је постао тек девети играч у историји Крусибл театра са нанизаних 147 поена. Психолошку предност Вилсон је искористио на најбољи могућ начин и на паузу између сесија отишао са предношћу 6−3. До коначне победе од 10−5 Вилсон је поред максимума нанизао 133, 120, 108 и 102, тако поставши тек трећи играч који је у првом колу светског првенства нанизао пет троцифрених брејкова.
Четвороструки светски шампион, Марк Селби, повео је против Метјуа Селта са 6−3, увећао водство на 8−4, али је Селт добио четири од наредних пет партија и смањио на 9−8 пре него што је Селби низом од 112 поена славио. Шампион из 2005. године, Шон Марфи, се састао са дебитантом из Кине, Сијем Јанхујом, најниже пласираним играчем међу 32 учесника у Крусиблу. Једини претходни дуел два такмичара добио је Си, након чега је Марфи подигао буру у свету снукера изјавом да аматерима не би требало бити дозвољено такмичење на професионалном туру. Почетак меча је припао Марфију, али је након заостатка од 3−1 осамдесети так планете кренуо у преокрет и на одмор отишао са минималном предношћу. У сличном ритму је Си наставио и у другој сесији све до водства од 9−6. Марфи је узвратио са три узастопне партије и изборио одлучујући фрејм. Си је нанизао 56 у одлучујућој партији, потом изнудио три фаула противника и почистио сто за победу. Марфи је након пораза изјавио да је противник био "очаравајућ од почетка до краја" и да није имао адекватан одговор на игру ривала упркос свом труду. Такође, Марфи је предвидео да ће Си бити први светски шампион који долази из Кине.

### Друго коло
Мечеви другог кола играни су од 20. до 24. априла до 13 освојених партија. Лука Бресел је дошао до свог првог четвртфинала светског првенства у каријери након што је славио против Марка Вилијамса. Након 4−4 после прве сесије, Бресел је повео са 9−7 пред одлазак на одмор, само да би предност увећао на 11−8. Искусни Велшанин се није предао и поравнао је резултат у наредне три партије. Бресел је потом нанизао 84, потом 67 и славио са 13−11. Бресел је током читавог меча играо атрактивно и несвакидашње брзо за било ког играча што је Вилијамс похвалио у разговору са репортером након пораза. Марк Ален је повео са 5−3 против Стјуарта Бингама и потом добио седам уводних партија друге сесије. Бингам је успео да избегне пораз са сесијом мање добијеном 16. партијом. Трећа сесија меча трајала је свега 15 минута јер је Ален својим тринаестим брејком већим од 50 поена дошао до тринаесте партије. Ален је током меча носио шарену наруквицу на којој је писало "тата" (енгл. dad), поклон од своје петогодишње ћерке, Харли. Робертсон је лоше почео меч против Џека Џоунса, али изборио 4−4 на крају прве сесије. Џоунс је у другој сесији везао четири партије и дошао до предности од 10−6. Робертсон је смањио заостатак на 10−7, али је Џоунс добио наретне три партије и славио, по његовим речима, "велику победу". Робертсон, који упркос добрим резултатима последњих десетак сезона није учествовао у полуфиналу светског првенства од 2014. године, похвалио је противника са посебним освртом на његову дефанзивну игру.
Запаљиве изјаве које су претходиле мечу О'Саливена и Вафеја допринеле су да обе стране у дуел уђу резервисане. О'Саливен је добио прву партију, да би Вафеј на отворању друге партије разбио кластер, алудирајући на потез који је О'Саливен начинио у првој партији њиховог претходног дуела у оквиру квалификација за Немачки мастерс 2022. Говорећи као стручни консултант за ББЦ, Стив Дејвис је Вафејево разбијање кластера назвао "непоштовањем за снукер и све људе који су у гледалишту", док је Стивен Хендри навео да је потез одавно планиран и "луцкаст". Сесију је О'Саливен завршио сигурним водством од 6−2 уз један троцифрени брејк, свој 200. у Крусиблу. О'Саливен је добио свих седам партија друге сесије и славио са 13−2 уз једну неодиграну сесију. Троцифрени брејк у 14. партији био је О'Саливенов 1200. троцифрени брејк у каријери. Ово је О'Саливенова најубедљивија победа на светским првенствима (истим резултатом славио је 2002. године против Роберта Милкинса) у мечевима до 13 добијених партија. Вафеј је одмах по завршетку меча срдачно честитао О'Саливену, док је Енглез изашао са борилишта заједно са Вафејем. "Изгубио сам од најбољег икада", рекао је Хосеин Вафеј у разговору са новинарима, док је О'Саливен изјавио да нема лоших осећања између њих двојице. "Волим Хосеина [Вафеја], он је сјајан момак и бриљантан играч", изјавио је Рони О'Саливен и тиме ставио тачку на "непријатељство" са Иранцем.
Џон Хигинс је нанизао 136, 137 и 134 уз још три брејка већа од 50 поена дошавши до предности од 8−0 над Кајреном Вилсоном. Хигинс је у десетој партији нанизао 128, украо партију уз изнуђен фаул противника у дванаестом фрејму и промашио 11. црвену у покушају максималног брејка. Меч је завршио са импозантних 13−2 и превласти у свим статистичким категоријама. Разочаран својом игром, Вилсон је кратко прокоментарисао игру ривала као "сјајну". Ентони Мекгил је нанизао три троцифрена и три брејка већа од 50 поена за предност над Лисовским од 7−1 на крају прве сесије. Сличан ритам пратио је Мекгила и почетком друге сесије, повео је са 10−1, али је Лисовски успео да пронађе део своје игре и смањи на 10−5. Последња партија у другој сесији припала је Шкотланђанину за убедљивих 11−5. Након великог дефицита Лисовски је смањио заостатак на 11−8, али до краја меча је изгубио сваку играну партију. Коментаришући противников повратак са 1−10 на 8−11, Мекгил је изјавио да "је снукер драма". Марк Селби је повео са 2−0 против Гарија Вилсона, Вилсон је преокренуо резултат минимално у своју корист, али је Селби на паузу отишао са 5−3. Вилсон је стигао ривала на 6−6, али је Селби поново ушао у серију и дочекао последњи део игре са 4 партије предности, 10−6. Меч је завршен пред последњу петнаестоминутну паузу у мечу резултатом 13−7. Дебитант из Кине, Си, успео је да повеже по четири узастопне партије и у првој и у другој сесији за предност од 11−5 над Милкинсом. Меч је био завршен до паузе у сесији јер је Си славио са 13−7, за своје тек друго четвртфинале на рангирним турнирима. Двадесетогодишњак није крио ни изненађење ни одушевљење, а свој останак у Крусиблу окарактерисао је као "велику част".

### Четвртфинале
Формат четвртфиналних мечева исти је мечевима другог кола, играни су у три сесије кроз два дана. По први пут од 1988. године, двојица дебитаната нашли су се у четвртфиналу светског првенства. Рони О'Саливен заиграо је своје 21. четвртфинале светских првенстава, продуживши рекорд турнира, уједно свој 100. меч у Крусиблу. Бресел је повео против О'Саливена са 2−1, али је изгубио наредних пет партија. Током друге сесије, Белгијанац је два пута долазио на две партије заостатка (4−6, потом 6−8), али је О'Саливен сесију завршио предношћу од 10−6. Уследио је невероватан преокрет Луке Бресела. Белгијанац је за мање од два часа игре освојио свих 7 играних партија у последњој сесији меча са О'Саливеном и славио са 13−10. Енглез није штедео речи хвале када је противникова игра у питању, док Бресел није крио задовољство након победе после преокрета. Дебитант Џоунс је повео са 3−1 против Марка Алена, али је Северноирац стигао до изједначења пред паузу, затим боље отворио другу сесију и повео са 7−5, али је Џоунс надокнадио заостатак за 8−8 пред дан одлуке. Ален је боље кренуо и у трећој сесији, али је Џоунс нанизао 124 за 10−10 у партијама. Ален је повео са 12−10 и у 23. партији (која је трајала преко једног сата) успео да избори своје друго полуфинале светског првенства, прво још од 2009.
Џон Хигинс и Марк Селби су се састали у Шкотовом 17, а Енглезовом 10. четвртфиналу светских првенстава. Играчи су међусобно одиграли два финала светских првенстава: 2007. био је бољи Хигинс, а 2017. Марк Селби. Већ у првој партији виђена је велика борба, обојица су нанизали по 67 поена и након игре на црној кугли партија је припала Хигинсу. Хигинс је повео са 3−0 и 4−1, али је Селби надокнадио заостатак и на паузу отишао са 4−4. Само шест партија одиграно је у другој сесији услед тврде игре оба играча, а Селби је био бољи у пет одиграних. Селби је у последњој сесији добио три од четири партије игране до паузе и дошао надомак победе, 12−6. Хигинс је нанизао троцифрени брејк у 19. партији, али изгубио наредну за коначних 13−7. Пораз Џона Хигинса значио је да по први пут од сезоне 2012−13. није успео да прође у полуфинале рангирног турнира у току једне сезоне. Си је постао најмлађи четвртфиналиста од Метјуа Стивенса из 1998. године. Његов противник био је Мекгил ком је ово треће четвртфинале у четири последње сезоне. Си је изгубио први, али добио четири наредна фрејма да би Мекгил успео да изједначи резултат са три узастопне партије. До водства од 8−6 је стигао Шкотланђанин, али је Си успео да изједначи пред последњу сесију. Две партије предности поново је имао Мекгил при резултату 11−9, али је до прве прилике за тријумф дошао Си са три узастопне партије. Брејком од 130 поена Мекгил је изборио одлучујући фрејм у ком је промашио куглу при ударцу левом, слабијом руком.

### Полуфинале
Полуфинални мечеви играни су до 17 добијених партија кроз четири сесије у три дана. Једини светски шампион међу играчима који су се пласирали у полуфинале био је Марк Селби, док је од осталих само Марк Ален раније играо полуфинале светског првенства. Лука Бресел је постао први Европљанин изван Британских острва који је дошао до полуфинала светског првенства, док је Си постао тек други представник Кине у полуфиналима светског првенства, након Динга 2016. и 2017. Ово је уједно прво полуфинале рангирног турнира које је Си играо.
Си је знатно боље отворио меч против Бресела и нанизао 125, 102 и 97, добио тврд осми фрејм и отишао на паузу са предности од 5−3. Другог дана игре је стигао до предности од 11−5 уз пет брејкова већих од 50 поена. Бресел, који је у другој сесији нанизао само један брејк већи од 50, љутито је ударио у белу која је потом излетела са стола за шта је добио упозорење арбитра Роба Спенсера. Си је трећу сесију отворио са 90, потом и 132 и 97 и дошао до предности од 14−5. Од наредних 13 партија које су игране, Лука Бресел је добио 12 и невероватном игром начинио највећи преокрет у историји светских првенстава вративши се из заостатка од 9 партија. Играчи су по изласку са позорнице добили стајаће овације и на крају треће и на крају последње сесије. Бресел је изјавио да је трпео невероватан притисак у последњем фрејму меча, док је утучени Си (који је интервју дао на матерњем језику) прокоментарисао да је "заиста желео победу", али да није могао да се "покрене".
Меч имењака припао је Марку Селбију. Селби је повео са 3−2 уз троцифрени брејк у првој партији, али је Ален узвратио са три узастопне партије за његово водство од 5−3. Ален је добио прву партију друге сесије и имао изгледну прилику да поведе да четири партије предности, али је Селби успео да му украде десету партију и наниже још три након ње за резултатски преокрет. Веома тврда игра и напета атмосфера услед великог улога манифестовале су се кроз само пет одиграних од планираних осам партија у другој сесији, а Селби је на паузу отишао са минималном предношћу, 7−6. Дуге партије наставиле су се и у трећој сесији после које је Селбијева предност била непромењена, 11−10. Селби је кренуо знатно боље у последњој партији и успео да наниже чак пет партија за сигурно водство од 16−10. Ипак, Ален се није предавао и узвратио је истом мером за 16−15. У 32. партији Селби је нанизао 64 што се испоставило као недостижна предност за коначних 17−15. Меч је завршен после 1 часа иза поноћи по локалном времену, а укупно је игран преко 15 часова. Марк Селби је прокоментарисао велик притисак под којим се нашао након што је Ален почео да смањује заостатак, док је Марк Ален своју игру окарактерисао као "разочаравајућу".

### Финални меч
Финални меч турнира игран је 30. априла и 1. маја по формату бољи из 35 партија, кроз четири сесије. Лука Бресел је победом над Сијем изборио своје прво финале, док је Селби четвороструки светски првак уз један пораз у финалу 2007. године. Судија меча је Брендан Мур ком је ово треће светско првенство и након чега је одлучио да се пензионише са професионалног тура.
Бресел је у првој партији нанизао 77 за свега шест минута, а добија и наредна два за уводних 3−0. Селби је освојио четврти фрејм, али губи наредна два Бреселову предност од четири партије. Преостале две партије у сесији су поделили и на паузу отишли са 6−2 за Белгијанца. Селби је нанизао први троцифрени брејк у мечу у деветој партији, али је Бресел одговорио са низом од 99 поена. Наредне две партије добија Селби и смањује заостатак на 9−7. Бресел ниже 72 и 67 за предност од 9−5, али Селби узима петнаесту партију. У шеснаестој партији Селби је направио свој први максимални брејк у Крусибл театру. Уједно, ово је први направљен максимум у финалима светских првенстава. Селби је постао тек десети играч ком је пошло за руком да наниже 147 поена у Позоришту Крусибл. Последња партија у сесији припада Селбију и на паузу одлазе са минималном предношћу за Бресела, 9−8.
Финални дан светског првенства Бресел је започео знатно боље и дошао до четири узастопне партије, тако увећавши своје водство на 13−8. Преостале партије у сесији су поделили тако да је Бресел на последњу паузу између сесија завршио са убедљивих 15−10. Бресел је повео са 16−10, али је Селби узвратио са пет узастопних партија уз 315 поена без одговора противника. Након што је Селби промашио отворену црну у 32. партији, Бресел је нанизао 51 што се испоставило као довољно за партију након што је Селби промашио браон са тачке. Троцифреним брејком од 112 поена Лука Бресел је постао светски шампион по први пут у својој каријери, тек четврти играч ван територије Уједињеног Краљевства, а трећи изван Британских острва који је то успео. Не кријући одушевљење након победе, Бресел је изјавио да је остварио све своје снове и тренутак победе описао као најлепши доживљени. Бресел је најавио и експанзију снукера у континенталној Европи након његовог тријумфа. Победа Луке Бресела активирала је "Проклетство Крусибла" које ће следеће године бити на снази.

## Жреб
Жреб приказан испод састоји се од 32 играча који су дошли до финалне фазе турнира. Након утврђивања листе носилаца они су распоређени диригованим жребом тако да се у другом колу састају први и шеснаести носилац итд. Победници мечева су подебљани.
|  | Прво коло           | Прво коло           |                     |    | Друго коло        | Друго коло        |  |  | Четвртфинале      | Четвртфинале      |  |  | Полуфинале        | Полуфинале        |  |
|  | бољи у 19 партија   | бољи у 19 партија   |                     |    | бољи у 25 партија | бољи у 25 партија |  |  | бољи у 25 партија | бољи у 25 партија |  |  | бољи у 33 партије | бољи у 33 партије |  |
|  |                     |                     |                     |    |                   |                   |  |  |                   |                   |  |  |                   |                   |  |
|  | 15. април           |                     |                     |    |                   |                   |  |  |                   |                   |  |  |                   |                   |  |
|  |                     |                     |                     |    |                   |                   |  |  |                   |                   |  |  |                   |                   |  |
|  | Рони О'Саливен (1)  | 10                  |                     |    |                   |                   |  |  |                   |                   |  |  |                   |                   |  |
|  | Рони О'Саливен (1)  | 10                  | 21, 22. и 23. април |    |                   |                   |  |  |                   |                   |  |  |                   |                   |  |
|  | Панг Јуншу          | 7                   |                     |    |                   |                   |  |  |                   |                   |  |  |                   |                   |  |
|  | Панг Јуншу          | 7                   | Рони О'Саливен (1)  | 13 |                   |                   |  |  |                   |                   |  |  |                   |                   |  |
|  | 16. и 17. април     |                     | Рони О'Саливен (1)  | 13 |                   |                   |  |  |                   |                   |  |  |                   |                   |  |
|  |                     | Хосеин Вафеј        | 2                   |    |                   |                   |  |  |                   |                   |  |  |                   |                   |  |
|  | Динг Жунвеи (16)    | Хосеин Вафеј        | 2                   | 6  |                   |                   |  |  |                   |                   |  |  |                   |                   |  |
|  | Динг Жунвеи (16)    |                     | 25. и 26. април     | 6  |                   |                   |  |  |                   |                   |  |  |                   |                   |  |
|  | Хосеин Вафеј        | 10                  |                     |    |                   |                   |  |  |                   |                   |  |  |                   |                   |  |
|  | Хосеин Вафеј        | 10                  | Рони О'Саливен (1)  | 10 |                   |                   |  |  |                   |                   |  |  |                   |                   |  |
|  | 15. и 16. април     |                     | Рони О'Саливен (1)  | 10 |                   |                   |  |  |                   |                   |  |  |                   |                   |  |
|  |                     | Лука Бресел (9)     | 13                  |    |                   |                   |  |  |                   |                   |  |  |                   |                   |  |
|  | Лука Бресел (9)     | Лука Бресел (9)     | 13                  | 10 |                   |                   |  |  |                   |                   |  |  |                   |                   |  |
|  | Лука Бресел (9)     | 20. и 21. април     |                     | 10 |                   |                   |  |  |                   |                   |  |  |                   |                   |  |
|  | Рики Волден         | 9                   |                     |    |                   |                   |  |  |                   |                   |  |  |                   |                   |  |
|  | Рики Волден         | 9                   | Лука Бресел (9)     | 13 |                   |                   |  |  |                   |                   |  |  |                   |                   |  |
|  | 16. и 17. април     |                     | Лука Бресел (9)     | 13 |                   |                   |  |  |                   |                   |  |  |                   |                   |  |
|  |                     | Марк Вилијамс (8)   | 11                  |    |                   |                   |  |  |                   |                   |  |  |                   |                   |  |
|  | Марк Вилијамс (8)   | Марк Вилијамс (8)   | 11                  | 10 |                   |                   |  |  |                   |                   |  |  |                   |                   |  |
|  | Марк Вилијамс (8)   |                     | 27, 28 и 29. април  | 10 |                   |                   |  |  |                   |                   |  |  |                   |                   |  |
|  | Џими Робертсон      | 5                   |                     |    |                   |                   |  |  |                   |                   |  |  |                   |                   |  |
|  | Џими Робертсон      | 5                   | Лука Бресел (9)     | 17 |                   |                   |  |  |                   |                   |  |  |                   |                   |  |
|  | 18. и 19. април     |                     | Лука Бресел (9)     | 17 |                   |                   |  |  |                   |                   |  |  |                   |                   |  |
|  |                     | Си Жахуј            | 15                  |    |                   |                   |  |  |                   |                   |  |  |                   |                   |  |
|  | Џад Трамп (5)       | Си Жахуј            | 15                  | 6  |                   |                   |  |  |                   |                   |  |  |                   |                   |  |
|  | Џад Трамп (5)       | 22, 23. и 24. април |                     | 6  |                   |                   |  |  |                   |                   |  |  |                   |                   |  |
|  | Ентони Мекгил       | 10                  |                     |    |                   |                   |  |  |                   |                   |  |  |                   |                   |  |
|  | Ентони Мекгил       | 10                  | Ентони Мекгил       | 13 |                   |                   |  |  |                   |                   |  |  |                   |                   |  |
|  | 18. и 19. април     |                     | Ентони Мекгил       | 13 |                   |                   |  |  |                   |                   |  |  |                   |                   |  |
|  |                     | Џек Лисовски (12)   | 8                   |    |                   |                   |  |  |                   |                   |  |  |                   |                   |  |
|  | Џек Лисовски (12)   | Џек Лисовски (12)   | 8                   | 10 |                   |                   |  |  |                   |                   |  |  |                   |                   |  |
|  | Џек Лисовски (12)   |                     | 25. и 26. април     | 10 |                   |                   |  |  |                   |                   |  |  |                   |                   |  |
|  | Нопон Сенхам        | 7                   |                     |    |                   |                   |  |  |                   |                   |  |  |                   |                   |  |
|  | Нопон Сенхам        | 7                   | Ентони Мекгил       | 12 |                   |                   |  |  |                   |                   |  |  |                   |                   |  |
|  | 18. и 20. април     |                     | Ентони Мекгил       | 12 |                   |                   |  |  |                   |                   |  |  |                   |                   |  |
|  |                     | Си Жахуј            | 13                  |    |                   |                   |  |  |                   |                   |  |  |                   |                   |  |
|  | Роберт Милкинс (13) | Си Жахуј            | 13                  | 10 |                   |                   |  |  |                   |                   |  |  |                   |                   |  |
|  | Роберт Милкинс (13) | 22, 23. и 24. април |                     | 10 |                   |                   |  |  |                   |                   |  |  |                   |                   |  |
|  | Џо Пери             | 9                   |                     |    |                   |                   |  |  |                   |                   |  |  |                   |                   |  |
|  | Џо Пери             | 9                   | Роберт Милкинс (13) | 7  |                   |                   |  |  |                   |                   |  |  |                   |                   |  |
|  | 19. и 20. април     |                     | Роберт Милкинс (13) | 7  |                   |                   |  |  |                   |                   |  |  |                   |                   |  |
|  |                     | Си Жахуј            | 13                  |    |                   |                   |  |  |                   |                   |  |  |                   |                   |  |
|  | Шон Марфи (4)       | Си Жахуј            | 13                  | 9  |                   |                   |  |  |                   |                   |  |  |                   |                   |  |
|  | Шон Марфи (4)       |                     |                     | 9  |                   |                   |  |  |                   |                   |  |  |                   |                   |  |
|  | Си Жахуј            | 10                  |                     |    |                   |                   |  |  |                   |                   |  |  |                   |                   |  |
|  | Си Жахуј            | 10                  |                     |    |                   |                   |  |  |                   |                   |  |  |                   |                   |  |
|  | 17. април           |                     |                     |    |                   |                   |  |  |                   |                   |  |  |                   |                   |  |
|  |                     |                     |                     |    |                   |                   |  |  |                   |                   |  |  |                   |                   |  |
|  | Марк Ален (3)       | 10                  |                     |    |                   |                   |  |  |                   |                   |  |  |                   |                   |  |
|  | Марк Ален (3)       | 10                  | 20, 21. и 22. април |    |                   |                   |  |  |                   |                   |  |  |                   |                   |  |
|  | Фан Женгуј          | 5                   |                     |    |                   |                   |  |  |                   |                   |  |  |                   |                   |  |
|  | Фан Женгуј          | 5                   | Марк Ален (3)       | 13 |                   |                   |  |  |                   |                   |  |  |                   |                   |  |
|  | 15. и 16. април     |                     | Марк Ален (3)       | 13 |                   |                   |  |  |                   |                   |  |  |                   |                   |  |
|  |                     | Стјуарт Бингам (14) | 4                   |    |                   |                   |  |  |                   |                   |  |  |                   |                   |  |
|  | Стјуарт Бингам (14) | Стјуарт Бингам (14) | 4                   | 10 |                   |                   |  |  |                   |                   |  |  |                   |                   |  |
|  | Стјуарт Бингам (14) |                     | 25. и 26. април     | 10 |                   |                   |  |  |                   |                   |  |  |                   |                   |  |
|  | Дејвид Гилберт      | 4                   |                     |    |                   |                   |  |  |                   |                   |  |  |                   |                   |  |
|  | Дејвид Гилберт      | 4                   | Марк Ален (3)       | 13 |                   |                   |  |  |                   |                   |  |  |                   |                   |  |
|  | 15. и 16. април     |                     | Марк Ален (3)       | 13 |                   |                   |  |  |                   |                   |  |  |                   |                   |  |
|  |                     | Џек Џоунс           | 10                  |    |                   |                   |  |  |                   |                   |  |  |                   |                   |  |
|  | Алистер Картер (11) | Џек Џоунс           | 10                  | 6  |                   |                   |  |  |                   |                   |  |  |                   |                   |  |
|  | Алистер Картер (11) | 21. и 22. април     |                     | 6  |                   |                   |  |  |                   |                   |  |  |                   |                   |  |
|  | Џек Џоунс           | 10                  |                     |    |                   |                   |  |  |                   |                   |  |  |                   |                   |  |
|  | Џек Џоунс           | 10                  | Џек Џоунс           | 13 |                   |                   |  |  |                   |                   |  |  |                   |                   |  |
|  | 15. и 16. април     |                     | Џек Џоунс           | 13 |                   |                   |  |  |                   |                   |  |  |                   |                   |  |
|  |                     | Нил Робертсон (6)   | 8                   |    |                   |                   |  |  |                   |                   |  |  |                   |                   |  |
|  | Нил Робертсон (6)   | Нил Робертсон (6)   | 8                   | 10 |                   |                   |  |  |                   |                   |  |  |                   |                   |  |
|  | Нил Робертсон (6)   |                     | 27, 28 и 29. април  | 10 |                   |                   |  |  |                   |                   |  |  |                   |                   |  |
|  | Ву Јизе             | 3                   |                     |    |                   |                   |  |  |                   |                   |  |  |                   |                   |  |
|  | Ву Јизе             | 3                   | Марк Ален (3)       | 15 |                   |                   |  |  |                   |                   |  |  |                   |                   |  |
|  | 19. април           |                     | Марк Ален (3)       | 15 |                   |                   |  |  |                   |                   |  |  |                   |                   |  |
|  |                     | Марк Селби (2)      | 17                  |    |                   |                   |  |  |                   |                   |  |  |                   |                   |  |
|  | Кајрен Вилсон (7)   | Марк Селби (2)      | 17                  | 10 |                   |                   |  |  |                   |                   |  |  |                   |                   |  |
|  | Кајрен Вилсон (7)   | 23. и 24. април     |                     | 10 |                   |                   |  |  |                   |                   |  |  |                   |                   |  |
|  | Рајан Деј           | 5                   |                     |    |                   |                   |  |  |                   |                   |  |  |                   |                   |  |
|  | Рајан Деј           | 5                   | Кајрен Вилсон (7)   | 2  |                   |                   |  |  |                   |                   |  |  |                   |                   |  |
|  | 17. и 18. април     |                     | Кајрен Вилсон (7)   | 2  |                   |                   |  |  |                   |                   |  |  |                   |                   |  |
|  |                     | Џон Хигинс (10)     | 13                  |    |                   |                   |  |  |                   |                   |  |  |                   |                   |  |
|  | Џон Хигинс (10)     | Џон Хигинс (10)     | 13                  | 10 |                   |                   |  |  |                   |                   |  |  |                   |                   |  |
|  | Џон Хигинс (10)     |                     | 25. и 26. април     | 10 |                   |                   |  |  |                   |                   |  |  |                   |                   |  |
|  | Дејвид Грејс        | 3                   |                     |    |                   |                   |  |  |                   |                   |  |  |                   |                   |  |
|  | Дејвид Грејс        | 3                   | Џон Хигинс (10)     | 7  |                   |                   |  |  |                   |                   |  |  |                   |                   |  |
|  | 18. април           |                     | Џон Хигинс (10)     | 7  |                   |                   |  |  |                   |                   |  |  |                   |                   |  |
|  |                     | Марк Селби (2)      | 13                  |    |                   |                   |  |  |                   |                   |  |  |                   |                   |  |
|  | Гари Вилсон (15)    | Марк Селби (2)      | 13                  | 10 |                   |                   |  |  |                   |                   |  |  |                   |                   |  |
|  | Гари Вилсон (15)    | 22, 23. и 24. април |                     | 10 |                   |                   |  |  |                   |                   |  |  |                   |                   |  |
|  | Елиот Слесор        | 8                   |                     |    |                   |                   |  |  |                   |                   |  |  |                   |                   |  |
|  | Елиот Слесор        | 8                   | Гари Вилсон (15)    | 7  |                   |                   |  |  |                   |                   |  |  |                   |                   |  |
|  | 19. и 20. април     |                     | Гари Вилсон (15)    | 7  |                   |                   |  |  |                   |                   |  |  |                   |                   |  |
|  |                     | Марк Селби (2)      | 13                  |    |                   |                   |  |  |                   |                   |  |  |                   |                   |  |
|  | Марк Селби (2)      | Марк Селби (2)      | 13                  | 10 |                   |                   |  |  |                   |                   |  |  |                   |                   |  |
|  | Марк Селби (2)      |                     |                     | 10 |                   |                   |  |  |                   |                   |  |  |                   |                   |  |
|  | Метју Селт          | 8                   |                     |    |                   |                   |  |  |                   |                   |  |  |                   |                   |  |
|  | Метју Селт          | 8                   |                     |    |                   |                   |  |  |                   |                   |  |  |                   |                   |  |

### Финале
| Финале (бољи у 35 партија) Крусибл театар, Шефилд; 30. април и 1. мај 2023; Судија меча: Брендан Мур         |                             |                             |                             |                             |                             |                             |                             |                             |                             |                             |
| Лука Бресел (4)                                                                                              | Лука Бресел (4)             | Лука Бресел (4)             | Лука Бресел (4)             | 18−15                       | 18−15                       | 18−15                       | Марк Селби (2)              | Марк Селби (2)              | Марк Селби (2)              | Марк Селби (2)              |
| Играч | Прва сесија: 6−2            | Прва сесија: 6−2            | Прва сесија: 6−2            | Прва сесија: 6−2            | Прва сесија: 6−2            | Прва сесија: 6−2            | Прва сесија: 6−2            | Прва сесија: 6−2            | Прва сесија: 6−2            | Прва сесија: 6−2            |
| Партија | 1                           | 2                           | 3                           | 4                           | 5                           | 6                           | 7                           | 8                           | 9                           | 10                          |
| Бресел | 77 (77)                     | 79                          | 90 (90)                     | 38                          | 90 (67)                     | 71                          | 9                           | 70 (70)                     | НИ                          | НИ                          |
| Селби | 0                           | 39                          | 28                          | 94 (54)                     | 23                          | 55                          | 66 (62)                     | 6                           | НИ                          | НИ                          |
| Играч | Друга сесија: 3−6 (9−8)     | Друга сесија: 3−6 (9−8)     | Друга сесија: 3−6 (9−8)     | Друга сесија: 3−6 (9−8)     | Друга сесија: 3−6 (9−8)     | Друга сесија: 3−6 (9−8)     | Друга сесија: 3−6 (9−8)     | Друга сесија: 3−6 (9−8)     | Друга сесија: 3−6 (9−8)     | Друга сесија: 3−6 (9−8)     |
| Партија | 1                           | 2                           | 3                           | 4                           | 5                           | 6                           | 7                           | 8                           | 9                           | 10                          |
| Бресел | 0                           | 136 (99)                    | 12                          | 50                          | 72 (72)                     | 67 (67)                     | 1                           | 0                           | 48                          | НИ                          |
| Селби | 134 (134)                   | 14                          | 96 (96)                     | 67                          | 4                           | 19                          | 76 (61)                     | 147 (147)                   | 71                          | НИ                          |
| Играч | Трећа сесија: 6−2 (15−10)   | Трећа сесија: 6−2 (15−10)   | Трећа сесија: 6−2 (15−10)   | Трећа сесија: 6−2 (15−10)   | Трећа сесија: 6−2 (15−10)   | Трећа сесија: 6−2 (15−10)   | Трећа сесија: 6−2 (15−10)   | Трећа сесија: 6−2 (15−10)   | Трећа сесија: 6−2 (15−10)   | Трећа сесија: 6−2 (15−10)   |
| Партија | 1                           | 2                           | 3                           | 4                           | 5                           | 6                           | 7                           | 8                           | 9                           | 10                          |
| Бресел | 113 (113)                   | 73                          | 101 (101)                   | 141 (141)                   | 35                          | 56                          | 119 (119)                   | 60                          | НИ                          | НИ                          |
| Селби | 24                          | 0                           | 35                          | 0                           | 86 (63)                     | 78 (54)                     | 0                           | 40                          | НИ                          | НИ                          |
| Играч | Четврта сесија: 3−5 (18−15) | Четврта сесија: 3−5 (18−15) | Четврта сесија: 3−5 (18−15) | Четврта сесија: 3−5 (18−15) | Четврта сесија: 3−5 (18−15) | Четврта сесија: 3−5 (18−15) | Четврта сесија: 3−5 (18−15) | Четврта сесија: 3−5 (18−15) | Четврта сесија: 3−5 (18−15) | Четврта сесија: 3−5 (18−15) |
| Партија | 1                           | 2                           | 3                           | 4                           | 5                           | 6                           | 7                           | 8                           | 9                           | 10                          |
| Бресел | 67 (67)                     | 20                          | 35                          | 0                           | 0                           | 0                           | 65 (51)                     | 112 (112)                   | НИ                          | НИ                          |
| Селби | 0                           | 78 (78)                     | 50                          | 122 (122)                   | 81 (50)                     | 95 (52)                     | 2                           | 0                           | НИ                          | НИ                          |
| 141 | 141                         | 141                         | 141                         | највећи брејк               | највећи брејк               | највећи брејк               | 147                         | 147                         | 147                         | 147                         |
| 5 | 5                           | 5                           | 5                           | троцифрених брејкова        | троцифрених брејкова        | троцифрених брејкова        | 3                           | 3                           | 3                           | 3                           |
| 14 | 14                          | 14                          | 14                          | брејкова преко 50           | брејкова преко 50           | брејкова преко 50           | 12                          | 12                          | 12                          | 12                          |
| Лука Бресел је освајач Светског првенства у снукеру 2023. победник у партији (највећи брејк) НИ = није игран |                             |                             |                             |                             |                             |                             |                             |                             |                             |                             |

## Троцифрени брејкови
Укупно је направљено 90 троцифрених брејкова, а највећи брејк направили су Марк Селби и Кајрен Вилсон. Највећи број троцифрених брејкова направили су Марк Селби и Лука Бресел, по 12 сваки.
- 147, 134, 131, 123, 122, 112, 112, 110, 109, 103, 103, 100 — Марк Селби
- 147, 133, 120, 108, 102 — Кајрен Вилсон
- 146, 146, 138, 123, 100 — Нил Робертсон
- 143 — Алистер Картер
- 141, 128, 119, 117, 113, 113, 112, 112, 108, 103, 101, 100 — Лука Бресел
- 138, 124, 122, 100, 100 — Џек Џоунс
- 137, 136, 134, 128, 124, 114, 102 — Џон Хигинс
- 137, 126, 101 — Марк Ален
- 134, 108, 103 — Стјуарт Бингам
- 134 — Динг Жунвеи
- 133 — Панг Јуншу
- 132, 125, 122, 120, 106, 105, 103, 102 — Си Жахуј
- 131, 120, 102 — Шон Марфи
- 131, 109 — Гари Вилсон
- 130, 124, 119, 112, 110 — Ентони Мекгил
- 130 — Нопон Сенхам
- 128, 116, 107, 102 — Рони О'Саливен
- 123 — Метју Селт
- 122, 117 — Хосеин Вафеј
- 122, 110 — Фанг Женгуј
- 121 — Дејвид Гилберт
- 119, 102 — Џек Лисовски
- 118, 113 — Марк Вилијамс
- 107, 107 — Ву Јизе